# ماركوس أنجيليري
ماركوس أنجيليري (بالإسبانية: Marcos Angeleri)‏ مواليد 7 أبريل 1983 في لابلاتا، هو لاعب كرة قدم أرجنتيني يلعب مع نادي مالقا كمدافع.

## المسيرة الاحترافية

### أندية لعب لها
- إستوديانتيس دي لا بلاتا
- نادي سندرلاند
- نادي مالقا

## روابط خارجية
- ماركوس أنجيليري على موقع إي إس بي إن إف سي (الإنجليزية)
- ماركوس أنجيليري على موقع قاعدة بيانات كرة القدم.إي يو (الإنجليزية)
- ماركوس أنجيليري على موقع ناشيونال فوتبول تيمز (الإنجليزية)
- ماركوس أنجيليري على موقع Soccerbase.com (لاعب) (الإنجليزية)
- ماركوس أنجيليري على موقع Soccerway.com (الإنجليزية)
- ماركوس أنجيليري على موقع عالم كرة القدم.نت (الإنجليزية)
- ماركوس أنجيليري على موقع AS.com (الإسبانية)